# أدراستوس
أدراستوس (بالإنجليزية: Adrastus or Adrestus)‏، (باليونانية: Ἄδραστος or Ἄδρηστος)‏، واسمه يعني «الذي لا مفر منه»، في الميثولوجيا اليونانية، هو ملك أرغوس، وقائد الجيوش السبعة ضد طيبة [الإنجليزية]، وهو والد زوجة بولينيس [الإنجليزية] بن أوديب الذي من أجله قامت الحملة. وهو الوحيد الذي بقي حيًا بعد هذه الحرب.
ذكر في إلياذة هوميروس، وهو يحتل مكانة بارزة في شعر بيندار، وهو شخصية رئيسية في رواية يوربيدس «الموردون». روى قصته ديودور الصقلي وهيجينوس وستاتشيوس وأبولودوروس. وقيل إنه مؤسس ألعاب نيماني، وتم تصويره في أعمال فنية من وقت مبكر من القرن السادس قبل الميلاد.